# Ermengarde van Narbonne
Ermengarda van Narbonne (Occitaans: Ermengarda, Ainermada, of Ainemarda; geb. ca. 1129 - Perpignan, 14 oktober 1197) was tussen 1134 en 1192 burggravin van Narbonne.

## Biografie

### Jeugd

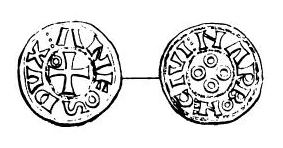
Een dinar gemunt voor Alfons Jordaan met de inscriptie DUX ANFOS en op de andere zijde CIVI NARBON

Ermengarde werd geboren als dochter van burggraaf Aymeric II van Narbonne en zijn vrouw Ermengarde. Haar vader sneuvelde in de Slag bij Fraga op 17 juli 1134 en hij liet bij zijn dood twee minderjarige dochters achter: Ermengarde en haar halfzus Ermessinde. Hierdoor erfde de ongeveer vijf jaar oude Ermengarde het burggraafschap van Narbonne. In 1142 huwde graaf Alfons Jordaan van Toulouse met Ermengarde. Hij had dit huwelijk kunnen afdwingen nadat hij drie jaar eerder de stad had kunnen overnemen.
Door het huwelijk van Ermengarde werd het conflict tussen de graven van Toulouse met de graven van Barcelona nieuw leven in geblazen. De burggraven van Narbonne waren al enkele eeuwen verwant aan de graven van Barcelona, zo was haar grootvader gehuwd met Mathilde van Apulië die de weduwe was van Raymond Berengarius II van Barcelona. Kort na haar huwelijk brak er een oorlog uit tussen Barcelona en haar bondgenoten tegen Toulouse. Na een strijd van een jaar werd Alfons verslagen en gevangengezet en werd hij gedwongen om Narbonne terug te geven aan Ermengarde. Daarnaast werd ook het huwelijk nietig verklaard en werd ze uitgehuwelijkt aan Bernard IV van Anduze. Ze zou met hem geen kinderen krijgen.

### Burggravin van Narbonne

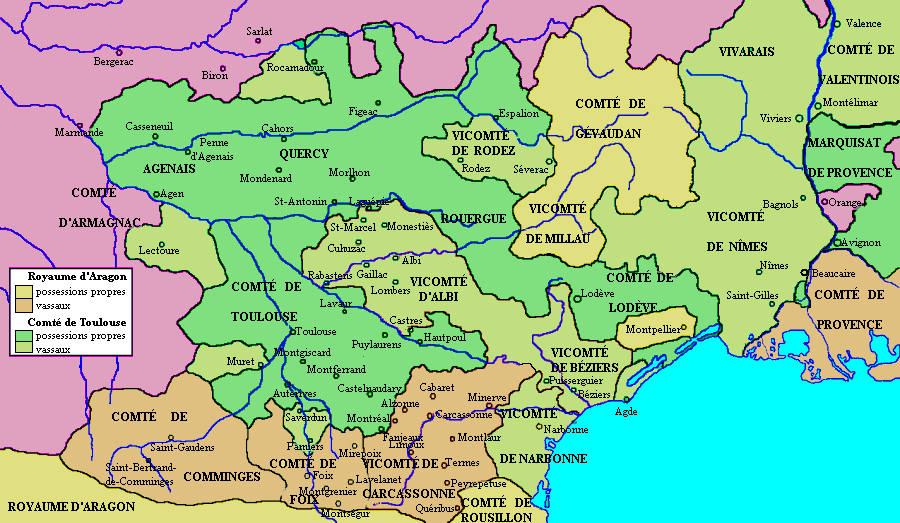
Politieke kaart van de Languedoc met het Burggraafschap Narbonne

Door het verdrag met Alfons Jordaan van Toulouse markeerde het daadwerkelijk meerderjarig worden van Ermengarde en werd ze in haar eigen naam burggravin van Narbonne. Vele getuigen van haar huwelijk met de graaf van Toulouse zouden aan haar hof verdwijnen met uitzondering van Peter van Minerve die te belangrijk was. Vanaf 1144 tot circa 1162 was Ermengarde een trouwe bondgenoot van de graven van Barcelona. Een leger uit haar graafschap vocht in 1148 mee tijdens het Beleg van Tortosa in Catalonië tegen de moslims.
In 1157 verklaarde Ermengarde van Narbonne samen met haar bondgenoten Raymond I Trencavel, Willem VI van Montpellier en Ramon Berenguer IV de oorlog aan Raymond V van Toulouse die Alfons Jordaan was opgevolgd. Meteen werden er boodschappers gestuurd naar koning Hendrik II van Engeland voor een gezamenlijke aanval op Toulouse. Twee jaar later verzamelde de Engelse koning een groot leger in Poitiers en marcheerde hij naar Toulouse. Raymond V riep de hulp in van koning Lodewijk VII van Frankrijk. Hendrik II weigerde tegen zijn leenheer te vechten en brak daarop het beleg op en maakte daarmee een einde aan de plannen van de heersers van de Languedoc.
Graaf Raymond Berengarius III van Barcelona had via zijn huwelijk het Graafschap Provence verworven. Na zijn dood werd het graafschap ook geclaimd door het Huis Baux. In 1162 trok een Catalaans leger op tegen de Baux's die werd gesteund door Ermengarde en dit leger maakte een einde aan de claims van het Huis Baux.
Tijdens de halve eeuw die Ermengarde aan de macht was was ze een volledige partner in de regionale bondgenootschappen, oorlogen en verdragen.

### Opvolging
Ermengarde had in haar huwelijk met de veertig jaar oudere Bernard IV van Anduze geen kinderen gekregen. Haar jongere zus Ermessinde was gehuwd met de Castiliaanse graaf Manrique de Lara. De Lara's waren op dat moment een van de machtigste families van Castilië. De vader van Manrique de Lara, Pedro González de Lara, was lange tijd de geliefde van de Castiliaanse prinses Urraca van Castilië en León. In 1163 had Ermengarde haar zuster gevraagd om een van haar zoons, Aymeric, naar Narbonne te sturen om daar opgeleid te worden. Toen Aymeric in 1177 overleed werd hij hierin opgevolgd door zijn broer Pedro die de macht van haar over zou nemen. In 1992 droeg ze het burggraafschap aan hem over en trok ze zich terug in Perpignan waar Ermengarde in 1197 overleed.